# Rudolf Aumann
Rudolf Aumann (* 24. November 1940 in Regensburg; † 14. Mai 2025) war ein deutscher Chemiker (Organische Chemie) und Hochschullehrer an der Universität Münster.

## Werdegang
Aumann wurde 1967 bei Ernst Otto Fischer an der TU München promoviert und arbeitete von 1967 bis 1969 mit einem Fulbright-Stipendium als Post-Doktorand an der University of California, Los Angeles bei Saul Winstein. 1972 habilitierte er sich in Münster, erhielt 1974 ein Dozentenstipendium des Fonds der Chemischen Industrie und war 1976 Gastprofessor an der University of Wisconsin–Madison und 1980 an der TU München. Seit 1983 war er Professor in Münster.
Er befasste sich mit organometallischer Chemie, mit metallinduzierten Umlagerungen gespannter Kohlenwasserstoffe, Synthesen mit Carbenkomplexen von Übergangsmetallen, organometallischer Stereochemie und asymmetrischer Synthese mit chiralen Olefin- und Carbenkomplexen.